# Anna Maria D'Ascenzo
Anna Maria D'Ascenzo (Asmara, 17 luglio 1940) è una funzionaria italiana, la prima donna a guidare una prefettura nella storia d'Italia.

## Biografia
Dopo la laurea in Scienze Politiche, inizia la carriera al Ministero dell'Interno nel febbraio del 1967, prestando servizio prima alla Direzione Generale per l'Amministrazione Generale e per gli Affari del Personale, quindi alla Direzione della Protezione Civile e dei Servizi Antincendi.
Dal 29 dicembre 1990 – data di decorrenza della nomina a Prefetto della Repubblica – ha svolto le funzioni di Capo del Personale dei Vigili del fuoco nella qualità di Direttore Centrale del Personale della Direzione Generale della Protezione Civile e dei Servizi Antincendi.
Nominata Prefetto di Grosseto nel settembre 1993, è stata la prima donna a svolgere le funzioni di prefetto-rappresentante del Governo in una provincia italiana.
Successivamente, dal marzo 1998 al giugno 2000 è stata Prefetto della Provincia di Perugia.
Ha svolto quindi, presso la Presidenza del Consiglio dei Ministri, le funzioni di Capo del Dipartimento della protezione civile, dal giugno 2000 al settembre 2001, e di Direttore Generale dei Servizi Civili del Ministero dell´Interno, dall'ottobre 2001 al dicembre dello stesso anno, venendo in seguito nominata Capo del Dipartimento per le libertà civili e l'immigrazione e quindi, nel 2006, del Dipartimento dei vigili del fuoco, del soccorso pubblico e della difesa civile.
Con decreto del Presidente della Repubblica del 19 settembre 2002, è stata nominata Commissario Straordinario dell'Ordine Mauriziano di Torino.